# Mariborski radio študent
Mariborski radio študent (Radio MARŠ) je slovenska nepridobitna študentska in skupnostna radijska postaja, ustanovljena leta 1990, ki oddaja na območju Maribora in prek spleta. Radio MARŠ izdaja Zavod MARŠ, katerega ustanovitelj je Društvo za podporo radiu Marš.

## Pregled
Radio MARŠ oddaja na frekvenci 95.9 MHz 24 ur dnevno. Po navedbah iz leta 2021 je imel MARŠ dva redno zaposlena delavca in več kot 10 sodelavcev, tedensko pa pripravil 10 ur moderiranega programa, 4 avtorske oddaje in več rednih rubrik. Podatki o poslušanosti prek radijskih aparatov niso razpoložljivi; posamezni spletni prenosi radia pritegnejo prek 1.000 poslušalcev.
Radio MARŠ pomaga perspektivnim prihodnjim radijskim delavcem pri usposabljanju.

## Zgodovina
V 1990-ih letih je MARŠ financiralo več organizacij, med drugim Open Society Institute, Nizozemska ambasada v Sloveniji, Westminster Foundation for Democracy in TEMPUS PHARE Programme.
Med leti 2000-2003 je radio začasno prenehal oddajati prek radijskih valov zaradi nerazrešenih lastniških nesoglasij (v obdobju je nadaljeval z spletnim oddajanjem). Od leta 2007 je Društvo za podporo radiu Marš edini ustanovitelj Zavoda MARŠ, ki izdaja Radio MARŠ.

## Vsebina
Radio MARŠ si kot poslanstvo poročanja zastavlja pluralno in kritično obravnavo raznolikih družbenih vsebin s poudarkom na subkulturah in družbenih in etničnih manjšinah. Vsebine pripravljajo tudi korespondenti iz drugih evropskih držav, predvsem iz območja jugovzhodne Evrope.
MARŠ vsakodnevno predvaja kulturne vsebine, ki vključujejo intervjuje in prispevke o glasbi, plesu, animaciji in gledalištvu ter kulturnih dogodkih v Sloveniji in tujini.
MARŠ vsako leto podeljuje nagrado za najbolj izvirno rock glasbeno skupino (od leta 1995 dalje).

## Financiranje
Radio MARŠ je sprva finančno podpirala mariborska študentska organizacija, a je s financiranjem kasneje prekinila. Financira se predvsem z občinskimi kulturnimi razpisi, v manjši meri pa tudi iz drugih virov.